# 横栏镇
横栏镇是中国广东省中山市下辖的一个镇，位于中山市西部，与中山市的古镇镇、小榄镇、东升镇、沙溪镇、大涌镇和江门市相邻，总面积76平方公里，總人口200,522人（2020年）。